# Vilhelm Tetens

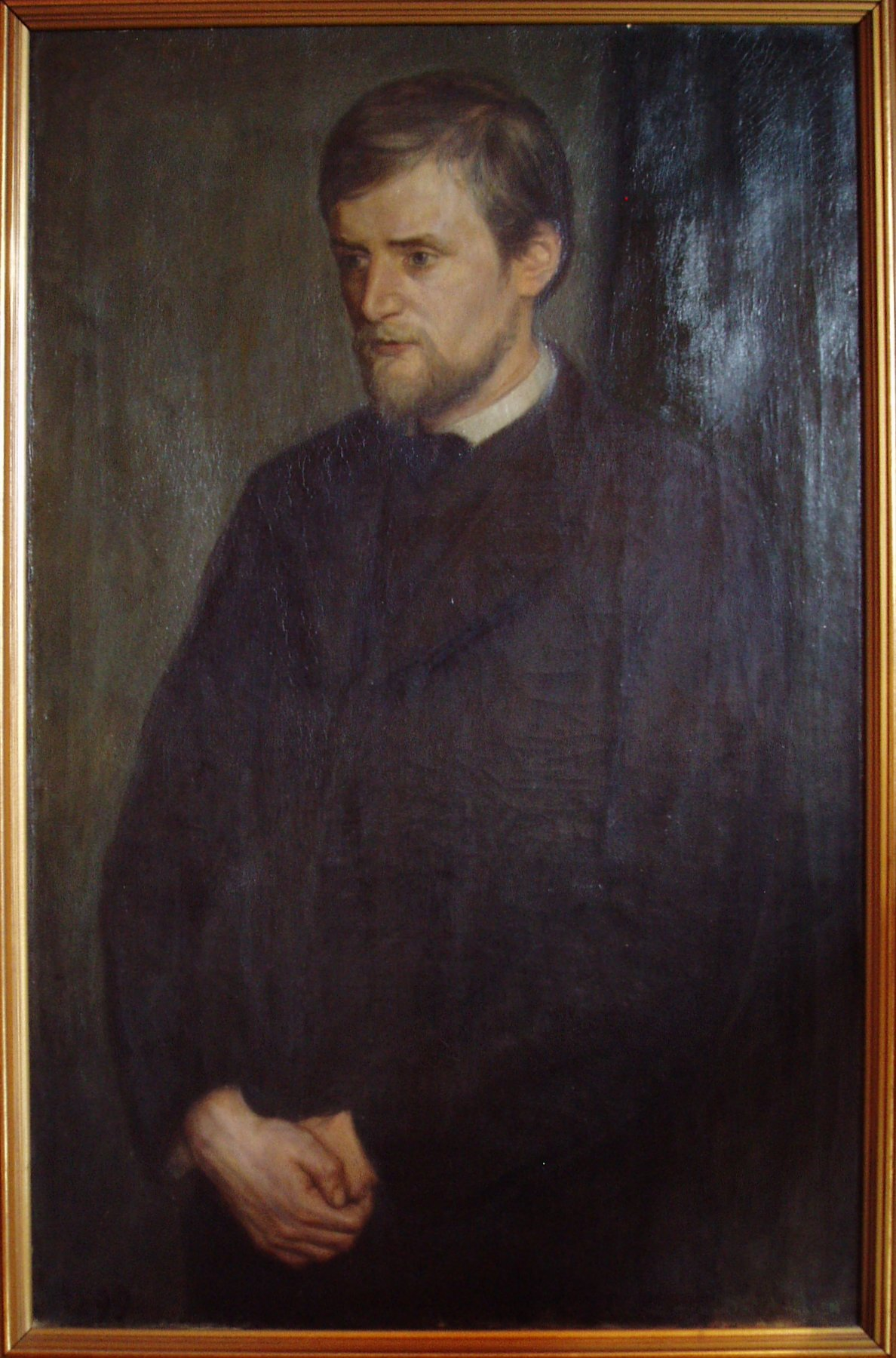
Retrato de Vilhelm Tetens (1899), obra de Tycho Jessen.

Vilhelm Tetens (Copenhague, 21 de noviembre de 1871-13 de enero de 1957) fue un pintor danés.

## Formación
Tetens fue alumno de Malthe Engelsted y, en la Real Academia de Bellas Artes de Dinamarca, de Kristian Zahrtmann. Realizó su primera exposición en 1896, en la sede de esta institución, en el Palacio de Charlottenborg. 

## Carrera
Tetens se distinguió como retratista y también por sus vistas arquitectónicas. 
Entre sus obras más conocidas figuran Familia en el campo (1903), Hombre joven (1909, hoy en la Galería Nacional de Dinamarca), Noche. Hombres bañándose (1905), Retrato de la madre del artista (1907), Retrato del profesor Foldberg (1919; gracias a esta obra recibió la Medalla Thorvaldsen de la Real Academia de Bellas Artes).
Durante varios años, se encargó de diseñar el vestuario del Teatro Real de Copenhague.